# ماريا كوتيلو
ماريا كوتيلو (بالإسبانية: María Cotiello)‏ هي ممثلة إسبانية، ولدت يوم 21 نوفمبر 1982 في أشتورية في إسبانيا.

## روابط خارجية
- ماريا كوتيلو على موقع IMDb (الإنجليزية)
- ماريا كوتيلو على موقع قاعدة بيانات الفيلم (الإنجليزية)